# Іоанн III Дука Ватац
Іоанн III Дука Ватац (грец. Ἰωάννης Γ' Δούκας Βατάτζης, 1192, Дідімотіка — 3 листопада 1254, Німфея, біля Ізміра)  — імператор Нікейської імперії з 1221 до 1254 року.

## Життєпис

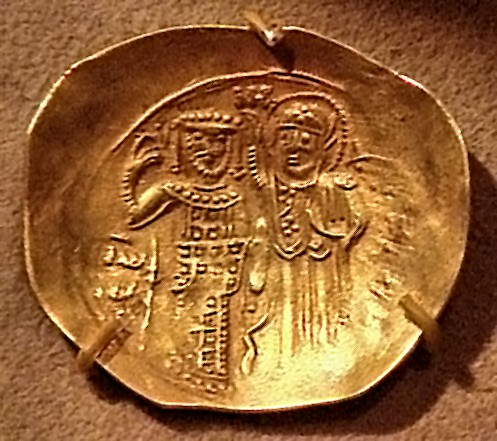
Золотий гіперпірон Іоанна III Дуки Ватаца

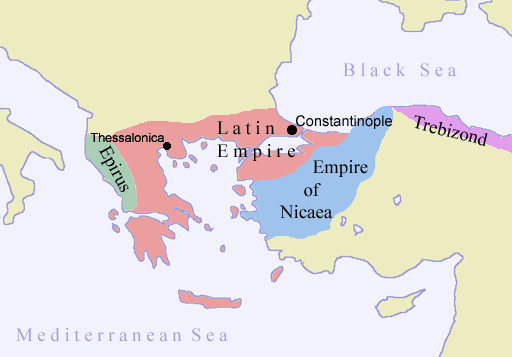
Держави на місці Візантійської імперії у 1214

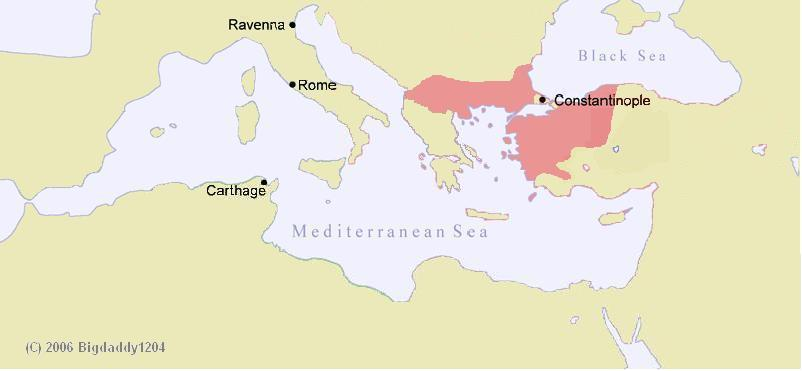
Нікейська імперія у 1254

Правління Іоанна пройшло в турботах про відновлення колишньої Візантійської імперії. Вельми важливе значення мала перемога Іоанна над латинянами при Піманіоні (недалеко від Лампсака) у 1224 році, результатом якої було захоплення всіх земель Латинської імперії в Азії. Потім Іоанном за короткий час були завойовані острови Лесбос, Родос, Хіос, Самос, Кос, але при спробі захопити Іракліон, а також і сам Константинополь у 1235 році, Іоанн зазнав невдачі.
Поки болгарським царем був Асень, Іоанн діяв у союзі з ним проти латинян. Після смерті Асеня почався безлад в Болгарії, і Іоанн скористався для того, щоб захопити кілька важливих болгарських міст. Коли рознеслася чутка про напад татар на Малу Азію, Іоанн вступив у союз з Конійським султаном для спільних дій проти нового ворога. Водночас він продовжував свої завоювання на Заході, з яких найважливішим було приєднання до імперії Салонік у 1246 році. Із папою Інокентієм IV Іоанн вів переговори про з'єднання церков за умови здачі йому Константинополя латинянами.
Іоанн III Дука Ватац походив по жіночій лінії від однієї зі знатних візантійських сімей. Він мав за першу дружину дочку Феодора I Ласкаріса Ірину, і без труднощів, як талановитий правитель і воєначальник, посів імператорський престол, хоча змагавсь за нього з братами Феодора I — Олексієм та Ісааком. По смерті Ірини у 1244 році він одружився з донькою німецького імператора Фрідріха II Констанцією (Анною) фон Гогенштауфен.

## Канонізація
Святий у Православ'ї. День Пам'яті — 4 листопада.